# مسرح دمية دولة أذربيجان
مسرح دمية دولة أذربيجان (بالأذربيجانية: Azərbaycan Dövlət Kukla Teatrı) هو أكبر مسرح لأطفال في بلد.
نشاء مسرح دمية دولة أذربيجان لأطفال، عام 1931. تعامل في السنوات (1950-1946 ,1941-1931).

## تاريخه
أسس مسرح دمية دولة أذربيجان أسمه عبد الله شاييق من قبل مولا أغا بابيرلي، عام 1931.
تعرض تمثيل اولى لهذا المسرح (تمثيل اسمه «سيرك»), عام 1932.
مسرح مستقل منذ عام 1965.
موجود في المسرح فرقتان أذربيجانية وروسية.
```
تعامل مسرح كمسرح مستقل في غير السنوات، وفي الفطرة المعينة تابع مسرح المتفرجون الشاب (
1946
-
1941
), 
وفيلهارموني أكاديمى لدولة أذربيجان
 (
1950
).
```

تم إعطاء الصفة «الدولة», في 15 أبريل، عام 1964. وتم تعارض تماثيل لكبار، منذ عام 1975.
وضع على مسرح في عهود أولى مسرحيات لمسرحي اذربيجاني، وروسي، وأوروبي:
«حاجي قارا» (أخوندوف), «زوران تبيب» (موليير), «الماس» (جعفار حبارلي), «إيوان كبير» (أوبراتسوو), «جيرتدان», «نركيز» (سييدزاده).
ويضم المسرح 200 مقعد.
يقع مسرح دمية دولة أذربيجان في جادة، نيفتشيلر 36.

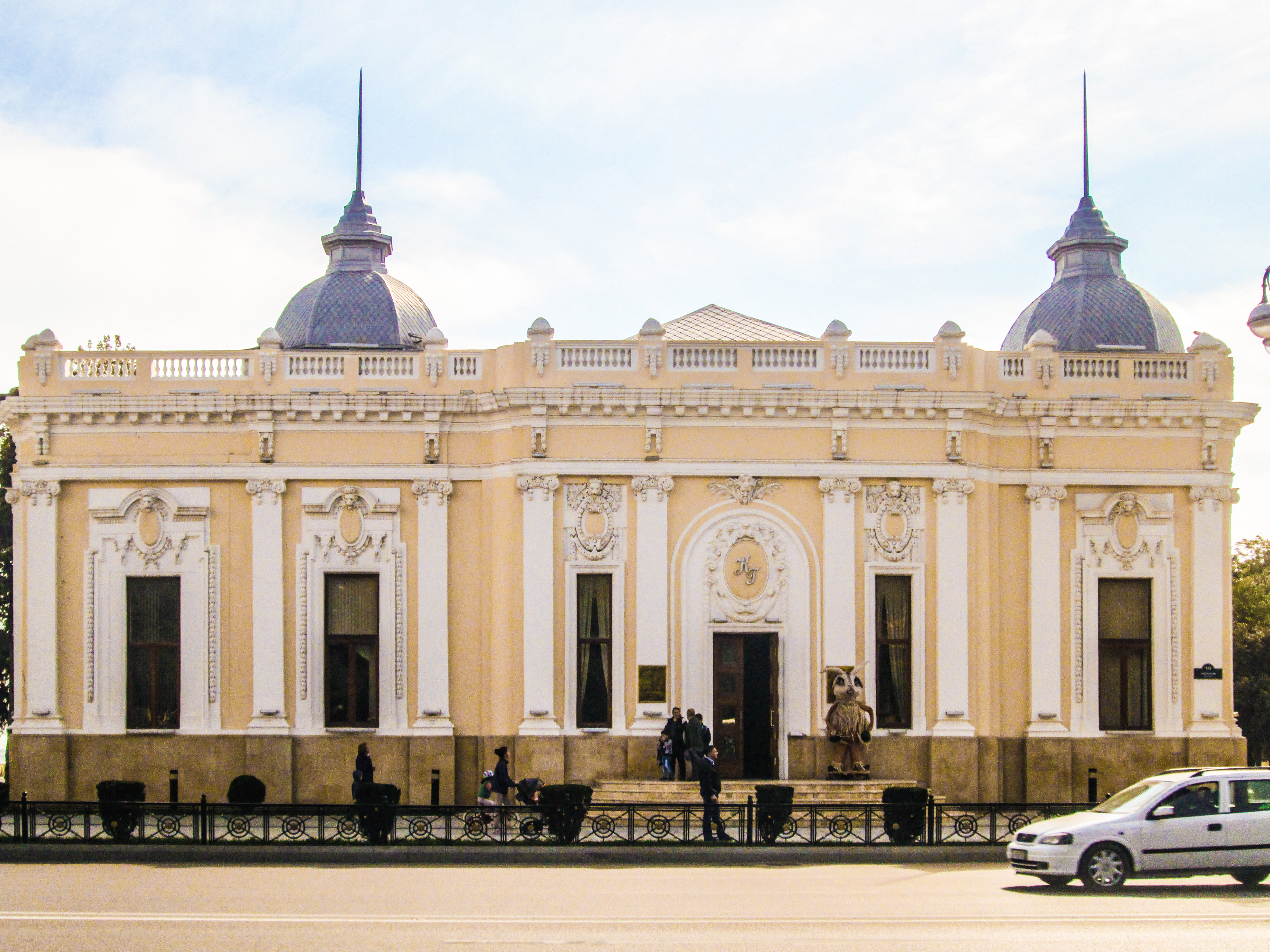
مسرح دمية دولة أذربيجان أسمه عبد الله شاييق

## الفرقة
- قوربان ماسيموف - منتج سينيمائي رئيسي.
- إغبال علييف - رسام رئيسي.
- إلخان إسماعيلوف - رئيس الفرقة
- رحمان رحمانوف - ممثل
- راحيلة عيبادوفا - ممثلة
- إلميرة حوسينوفا - ممثلة
- رحيم رحيموف - ممثل
- صاريا مانصوروفا - ممثلة
- عاسلان فاتولاييف - ممثل
- لينة مامادوفا - ممثلة[5]